# Висш електорален съд
Висшият електорален съд (на португалски: Tribunal Superior Eleitoral (TSE) е най-висока инстанция на изборното правосъдие в Бразилия. Съставът и компетенциите на съда се определят от Конституцията на Бразилия и от избирателния кодекс на страната.
Висшият електорален съд е създаден на 24 февруари 1932, по време на управлението на президента Житулиу Варгас, и започва работа на 20 май същата година. Целта на създаването на този специализиран съд е прекратяването на изборните измами и манпулации. В Конституцията на Бразилия от 1937 г. съществуването на Електоралния съд е отменено, а произнасянето по въпроси, засягащи изборите в страната, става изключителна компетенция на Федералната държава. Декрет от 1945 г. възстановява Висшият електорален съд. До 1960 г. седалището на съда се намира в Рио де Жанейро. През 1960 г. седалището на Върховния електорален съд се премества в новата столица Бразилия.
Висшият електорален съд се състои от 7 съдии, назначавани за срок от 2 години, както следва:
- чрез избори при таен вот:

1. трима съдии от състава на Върховния федерален съд;
2. двама съдии от състава на Висшия съд

- чрез назначение от президента:

1. двама съдии измежду шестима адвокати, номинирани от Върховния федерален съд.

Наред с посочените съдии на същия принцип се избират и по равен брой техни заместници от всяка категория.
Председателят и заместник-председателят на Висшия електорален съд се избират измежду представителите на Върховния федерален съд, а Главният електорален инспектор се избира измежду представителите на Висшия съд на Бразилия.
Наред с посочените се избират и по равен брой заместници от всяка категория.
Висшият електорален съд притежава юрисдикция върху всички аспекти на изборния процес в Бразилия и регулира функционирането на политическите партии в страната. Сред по-важните пълномощия на този съд са контролът върху законността на партийните събрания и вътрешнопартийните избори, регистрирането и отнемането на регистрацията на политически партии, регистриране на кандидати и сертифициране на победителите в изборите, контрол и наблюдение върху свободния достъп на кандидатите до телевизионен и радио ефир, състава на избирателните списъци.
Други тела на изборното правосъдие в Бразилия са регионалните електорални съдилища, електоралните съдии и електоралните съвети, свиквани по време на избори. Решенията на Висшия електорален съд не могат да бъдат обжалвани, освен тези от тях, които представляват нарушение на конституцията на страната.